# Девід Сакко
Девід Ентоні Сакко (англ. David Anthony Sacco, нар. 31 липня 1971, Малден, Массачусетс) — американський хокеїст, що грав на позиції центрального нападника. Грав за збірну команду США. Брав участь у зимових Олімпійських іграх у Ліллегаммері. Його старший брат Джо Сакко також був гравцем НХЛ, і зараз є помічником тренера клубу «Бостон Брюїнс».

## Ігрова кар'єра
Професійну хокейну кар'єру розпочав 1993 року.
1988 року був обраний на драфті НХЛ під 195-м загальним номером командою «Торонто Мейпл-Ліфс».
Протягом професійної клубної ігрової кар'єри, що тривала 6 років, захищав кольори команд «Торонто Мейпл-Ліфс», «Анагайм Дакс» та «Берн».
Загалом провів 35 матчів у НХЛ. Виступав за збірну США.